# Gerhard Goldschlag
Gerhard Goldschlag   (Berlin-Wilmersdorf, 15 de febrer de 1889 - Auschwitz, 3 d'octubre de 1944) va ser director d'orquestra, compositor i periodista alemany i víctima de l'Holocaust.

## Biografia
Goldschlag era fill de l'advocat jueu Selig Goldschlag i de la seva esposa Jenny, nascuda Ellenburg, i va néixer a l'apartament dels seus pares al número 58 de Kochstrasse. Entre 1913 i 1920 va estudiar composició a Berlín a la "Royal Academic University" i després va treballar com a compositor, director i periodista sense fer una carrera particular. Algunes de les seves composicions van ser interpretades en concerts de l'Associació Cultural Jueva.
Detingut durant la Segona Guerra Mundial, l'artista jueu va ser utilitzat com a treballador d'esclaus fins al 1943. La seva deportació i la de la seva dona Tony Goldschlag, cantant, es van ajornar durant molt de temps, perquè la seva filla Stella Goldschlag treballava com a "capturadora" de la Gestapo i va ajudar a localitzar els anomenats "U-Boats" (jueus submergits a Berlín durant la guerra) per després lliurar-los i així exposar-los a la seva deportació i assassinat. Al final, la protecció de Stella tampoc no va ajudar, i Gerhard i Tony Goldschlag van ser deportats al gueto de Theresienstadt el 23 de febrer de 1944 per diversos transports. Un bon set mesos després, tots dos van ser deportats a Auschwitz. Gerhard i Tony Goldschlag van ser presumptament gasificats allà immediatament després de la seva arribada el 3 d'octubre de 1944.